# Pethő István
Pethő István (Aranyosrákos, 1903. szeptember 17.  –  Budapest, 1978. október 3.) unitárius lelkész, püspöki helynök.

## Életútja
Aranyosrákoson született, az Unitárius Teológiát Kolozsváron végezte. Rövid ideig Szabédon volt helyettesítő lelkész.
1928-tól Budapesten hitoktató lelkész. Együtt szorgoskodtak az unitárius ifjúság nevelésén dr. Iván Lászlóval. Az ifjúsággal részt vett a 345. sz. János Zsigmond Cserkészcsapat megszervezésében. 
Munkásságának legjelentősebb eredménye a pestlőrinci gyülekezet megszervezése, önállósítása és az állami lakótelepi templom felépítése volt. 
A templom felszentelésére 1936-ban került sor. 1957-ben püspöki helynöknek választották. 1966-ban nyugalomba vonult.
Nyugdíjas korában nagy gonddal rendszerezte, véglegesítette prédikációit, beszédeit, és beköttette azokat. A Dr. Szent-Iványi Sándor Unitárius Gyűjtemény őrzi munkáit.
1978. október 3-án hunyt el. Temetésére október 24-én került sor a Farkasréti temetőben.